# Jerry Steele
Jerry Lynn Steele (Elkin, 10 marzo 1939 – 11 luglio 2021) è stato un cestista e allenatore di pallacanestro statunitense, attivo nella NCAA e nella ABA.

## Carriera
Da allenatore ha guidato la Palestina ai Campionati asiatici del 2015.